# Robert William Boyle
Robert William Boyle (Carbonear, Domínio de Terra Nova, 2 de outubro de 1883 – Londres, 18 de abril de 1955) foi um físico canadense. Foi um dos pioneiros no desenvolvimento do sonar.
Boyle nasceu em 1883 em Carbonear no Domínio de Terra Nova, seguindo mais tarde para Montreal, onde estudou na Universidade McGill com o laureado com o Prêmio Nobel Sir Ernest Rutherford, no então novo campo da radioatividade. Obteve na Universidade McGill o primeiro título de Doctor of Philosophy em física, em 1909. Foi então para a Inglaterra, acompanhando Rutherford na Victoria University of Manchester.
Retornou ao Canadá em 1912 atendendo chamado de Henry Marshall Tory, convidando-o para ser chefe do Departamento de Física da Universidade de Alberta, mudando sua área de pesquisas para ultrassom.